# Južni Kisi jezik
Južni Kisi jezik (ISO 639-3: kss), nigersko-kongoanski jezik kojim govori oko 200 000 ljudi u Liberije i Sijera Leoni. Pripada podskupini kissi, široj skupini bulom-kissi. većina govornika živi u okrugu Lofa u Liberiji 115 000 (1995) i 85 000 u Sijera Leone (1995).
Ima nekoliko dijalekata: luangkori, tengia i warn. Različit je od jezika sjeverni Kissi [kqs].

## Vanjske poveznice
- Ethnologue (14th)
- Ethnologue (15th)